# فرانشيسكو هايز
فرانشيسكو هايز (بالإيطالية: Francesco Hayez) ‏ (10 فبراير 1791 - 21 ديسمبر 1882) رسام إيطالي يعتبر رائد الرومانسية في منتصف القرن التاسع عشر بميلانو.
ينحدر هايز من أسرة فقيرة من فينيسيا. والده من أصل فرنسي، في حين أمه كانت من مورانو. لدى هايز خمسة أخوة هو أصغرهم، تربوا على يد خالتهم التي كانت متزوجة من التاجر جيوفاني بيناسكو.
في 1809 فاز بمسابقة أكاديمية في البندقية ليصبح طالب في أكاديمية سان لوكا بالقرب من روما. وهذا كان سبب في انتقاله إلى العاصمة حيث أصبح من تلاميذ أنطونيو كانوفا، الذي أصبح مرشده وحاميه. منذ 1850 وجه أكاديمية الفنون الجميلة بريرا في ميلانو.

## صور

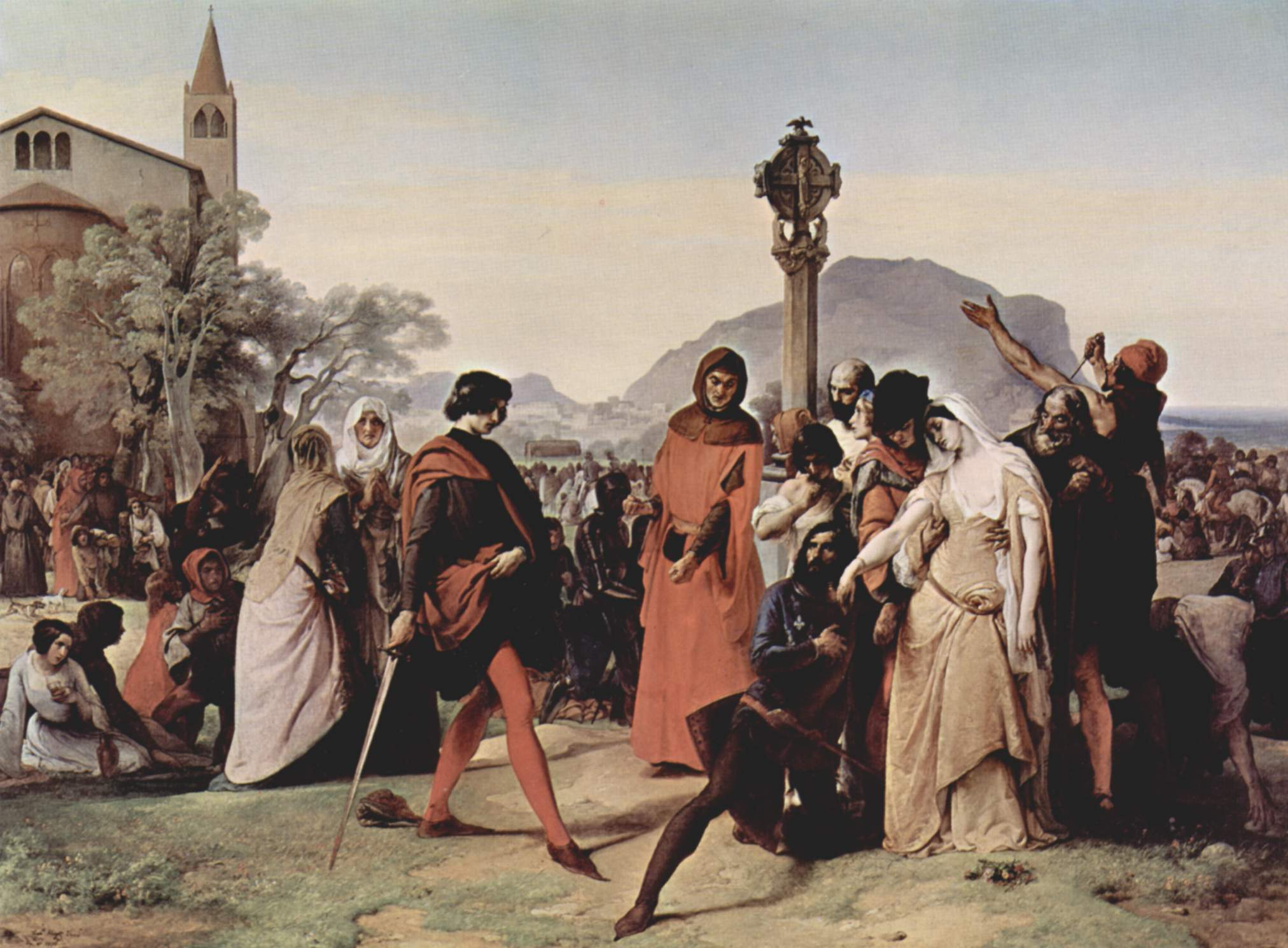
المساء الصقلي (1846)
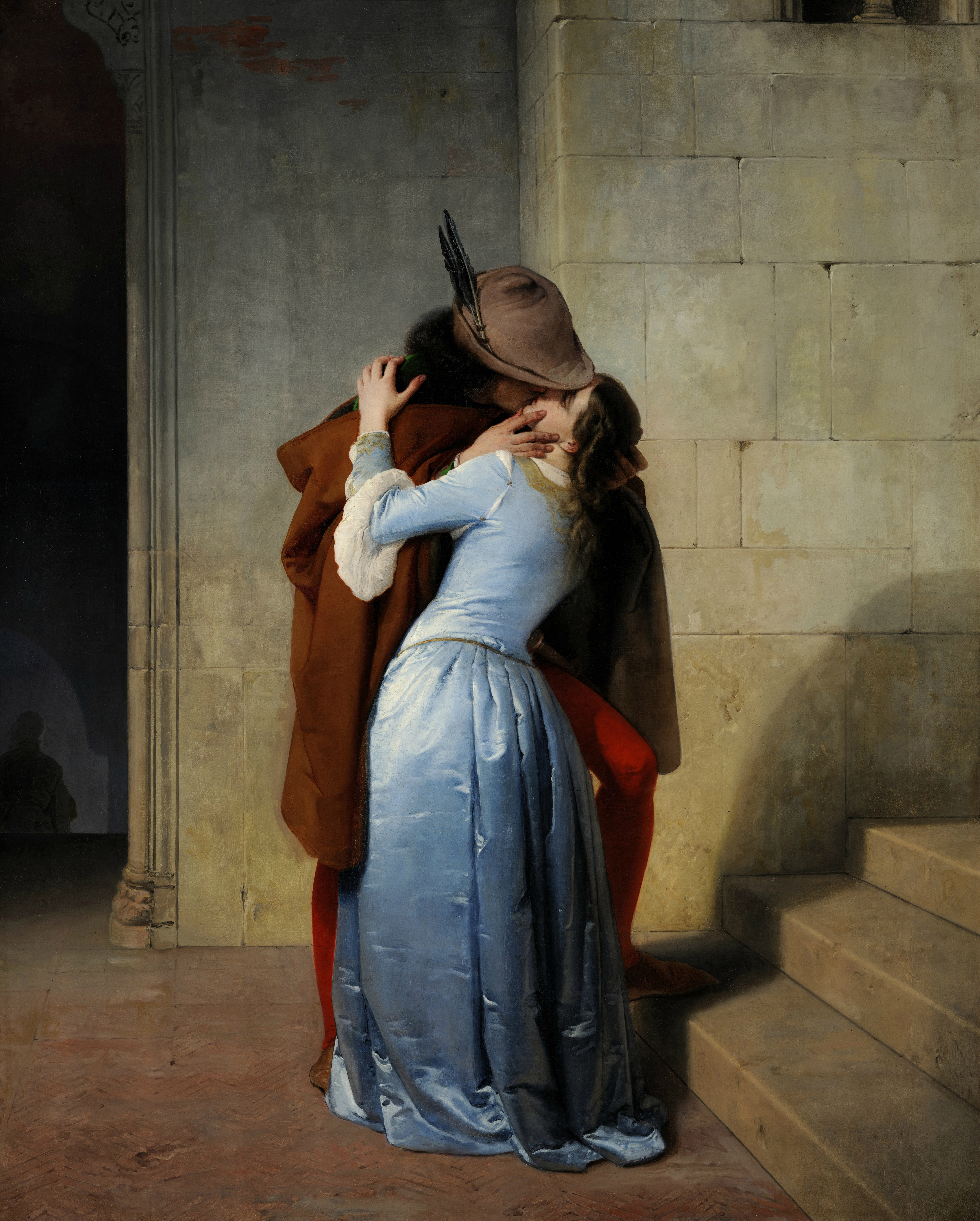
القبلة (1859)
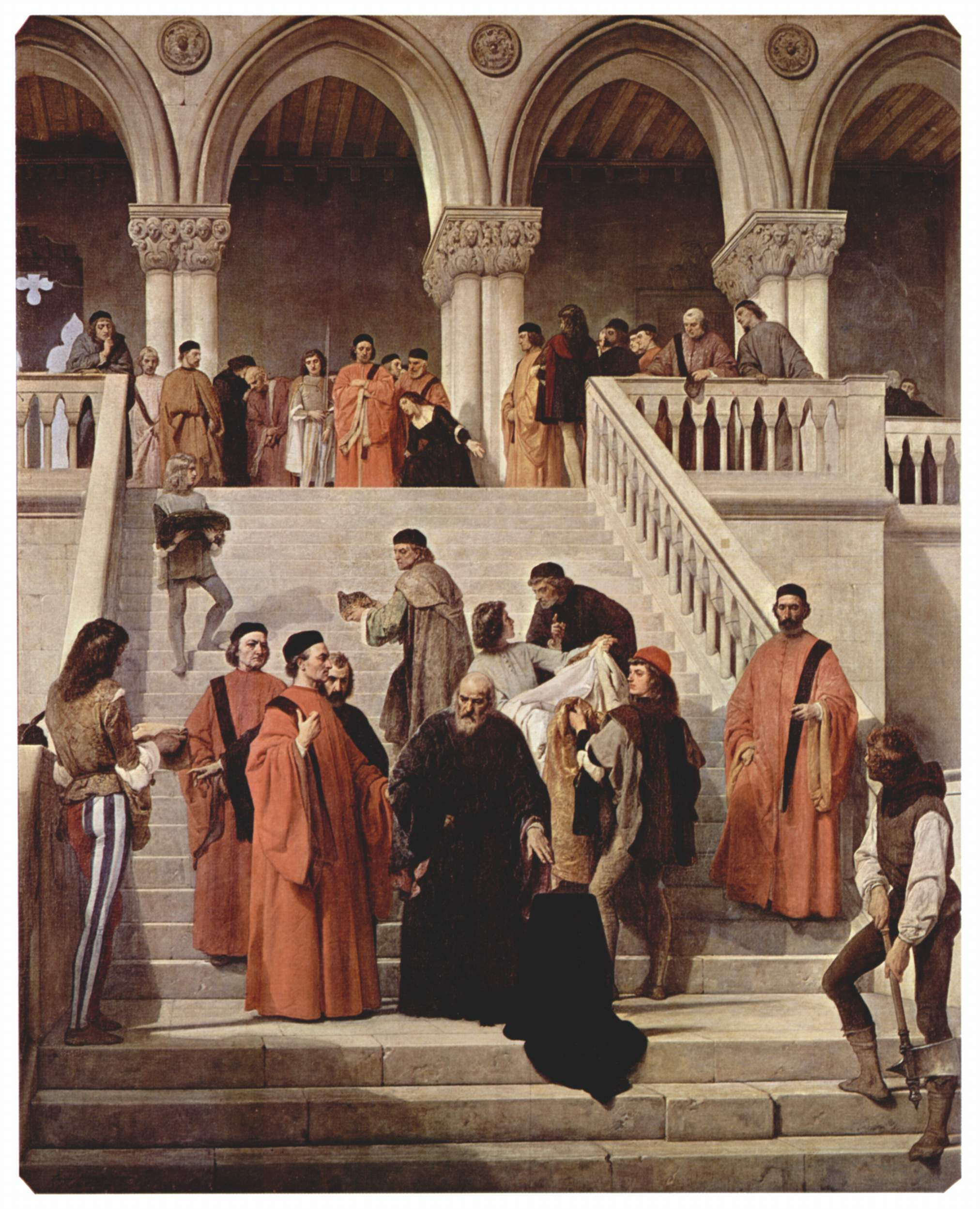
مارين فلييرو (1867)

## روابط خارجية
- فرانشيسكو هايز على موقع ديسكوغز (الإنجليزية)